# Constantino Marcos Tejedor
Constantino Marcos Tejedor (1895 - Madrid, España, 1981) religioso marianista y pedagogo español.

## Biografía
Nació en tierras de Palencia e Ingresó en la orden de los Marianistas en 1914, con 19 años de edad; y posteriormente durante bastantes años fue profesor de matemáticas y ciencias en el Colegio Nuestra Señora del Pilar de Madrid. En 1946 era profesor de Ciencias Exactas en dicho colegio. Su vida dedicada al estudio y enseñanza de las Ciencias estuvo influida por los físicos y matemáticos Julio Palacios Martínez y Blas Cabrera Felipe.
Durante las décadas de 1950, 60 y comienzos de los 70 escribió y creó para la "Editorial S. M." numerosos libros de texto escolares sobre matemáticas y ciencias en general. Estuvo vinculado durante muchos años a la mencionada editorial. 
En 1964 celebró junto a varios compañeros marianistas sus 50 años como religioso ante el nuncio de la Santa Sede, con la asistencia a la ceremonia del vicepresidente del gobierno de España, Capitán General Agustín Muñoz Grandes. 
Falleció en Madrid el 12 de junio de 1981 a los 86 años de edad, según dijo su epitafio, "Al servicio de la Stma. Virgen", y dejando inéditos tres manuscritos sobre matemáticas destinados a los primeros cursos de universidad.
Actualmente se conservan aún muchos de los ejemplares de sus libros de ciencias, que fueron utilizados para la enseñanza durante muchos años y abarcan más de dos generaciones.

## Algunas obras publicadas
- Ciencias de la naturaleza - Para escolares de 12 y 13 años - Editorial SM - 1965 - con numerosas ilustraciones en color.
- 1962 - Matemáticas 3.º - Álgebra y geometría - SM.
- 1969 - Física y Química 3.º - SM.
- 1970 - Física y Química 4.º - SM.
- 1960 - Física y Química - Cuarto curso - Portada ilustrada color - SM.
- 1958 - Aritmética y Geometría - Primer curso - SM.
- 1973 - Matemáticas 5.º - SM.
- 1960 - Física curso Preuniversitario - SM.
- 1968 - Guía didáctica de la matemática moderna 2.º - SM.
- 1963 - Matemáticas 2.º - SM.
- 1973 - Química 5.º - SM.
- 1967 - Química 5.º - bachillerato - Madrid.
- 1961 - Física y química 4.º - Libros de texto para el bachillerato.
- Aritmética y geometría - Primer curso (1966).
- Física y química - (1965).
- Física - Curso preuniversitario - (Madrid, 1964).
- Prácticas de Matemáticas : Preuniversitario (1967).
- Matemática 6.º - Bachillerato - (1973).
- Matemática - Revalida elemental - 4.º -(1964).
- Matemática moderna - 3.º bachillerato - plan 1967.
- Matemáticas Aritmética y geometría 2.º curso (1963)

Obras publicadas junto a Jacinto Martínez en la editorial S.M.